# Nathalie Bernardie-Tahir
Nathalie Bernardie-Tahir, née en 1970, est une géographe française, enseignante-chercheuse à l'université de Limoges.
Elle est l'une des principales spécialistes des îles et de l'insularité dans le milieu universitaire francophone. Ses recherches concernent principalement le monde insulaire et les représentations associées, principalement par le prisme du tourisme et celui des migrations.

## Biographie

### Formation et parcours
Agrégée de géographie, diplômée de l'université Bordeaux-Montaigne, Nathalie Bernardie-Tahir soutient en 1997 sa thèse consacrée à Malte, sous la direction de Serge Lerat et Guy Di Méo.
En 2007, elle devient maîtresse de conférences à l'université de Limoges, puis est promue professeure des universités.

### Travaux de recherche
Les principaux terrains de recherche de Nathalie Bernardie-Tahir sont les îles et archipels du Sud et de la Méditerranée, en particulier Malte, Chypre, Mayotte, la Polynésie française et Zanzibar, cette dernière étant celle qui lui a le plus causé de « décharges émotionnelles » et pour laquelle le travail d'enquête a été le plus difficile. Elle étudie tout particulièrement les imaginaires associés aux îles, et mène aussi des enquêtes liées aux parcours migratoires qui l'amènent notamment à interroger le voyeurisme et l'utilité sociale de la recherche académique.
Ses recherches et son expertise l'amènent aussi à collaborer avec des instances et acteurs engagés sur le terrain de la francophonie dans la société civile, comme le festival des Francophonies de Limoges.

### Responsabilités académiques
Parallèlement à ses recherches, Nathalie Bernardie-Tahir occupe plusieurs fonctions administratives dans le monde académique. Elle est un temps vice-présidente de l'université de Limoges, chargée de la stratégie internationale ; à ce poste, elle contribue à consolider les partenariats entre l'université de Limoges et les universités étrangères, en veillant à leur réciprocité.
Elle siège aussi à l'Agence universitaire de la Francophonie et préside le conseil d'administration de l'Université des Mascareignes à Maurice, nommée à ce poste par le gouvernement du pays insulaire en 2017. Le partenariat établi entre cette université et celle de Limoges vise à renforcer les possibilités d'études internationales pour les étudiants des Mascareignes.

## Publications

### Ouvrages
- Nathalie Bernardie-Tahir et Camille Schmoll, Méditerranée, des frontières à la dérive, Lorient, Le Passager Clandestin, 2018, 120 p. (ISBN 978-2-36935-213-6)
- Nathalie Bernardie-Tahir et Camille Schmoll, « Iles, frontières et migrations méditerranéennes : Lampedusa et les autres », L'Espace politique, vol. 25, nos 2015-1,‎ 2015 (lire en ligne, consulté le 16 avril 2024).
- Nathalie Bernardie-Tahir, L'usage de l'île, Paris, Pétra, 2011, 510 p. (ISBN 978-2-84743-035-6)
- Nathalie Bernardie-Tahir et François Taglioni, Les dynamiques contemporaines des petits espaces insulaires : De l'île-relais aux réseaux insulaires, Paris, Karthala, 2005, 443 p. (ISBN 9782845866416)
- Nathalie Bernardie-Tahir, L'autre Zanzibar. Géographie d'une contre-insularité, Paris, Karthala, 2008, 384 p. (ISBN 9782845869462)